# Баторове Косихи
Баторове Косихи (слч. Bátorove Kosihy, мађ. Bátorkeszi) насељено је мјесто са административним статусом сеоске општине (слч. obec) у округу Коморан, у Њитранском крају, Словачка Република.

## Становништво
| Година:    | 1994. | 2004.   | 2014.   | 2024.   |
| ---------- | ----- | ------- | ------- | ------- |
| Број људи: | 3598  | 3493    | 3399    | 3291    |
| Разлика:   |       | -2,91 % | -2,69 % | -3,17 % |

| Година:    | 2023. | 2024.   |
| ---------- | ----- | ------- |
| Број људи: | 3294  | 3291    |
| Разлика:   |       | -0,09 % |

Према подацима о броју становника из 2011. године насеље је имало 3.427 становника.